# Stratosphere Las Vegas
Lo Stratosphere Las Vegas è un hotel casinò situato al 2000 Las Vegas Blvd. South, sulla Las Vegas Strip, nella città di Las Vegas, in Nevada.
La struttura è dotata di 2.444 stanze d'albergo e ha una superficie dedicata al gioco d'azzardo pari a circa 7.000 m².
La sua famosa torre alta circa 350 metri è anche la più alta torre panoramica di tutti gli USA e fornisce una visione unica della città di Las Vegas. Inoltre in cima alla torre sono presenti alcune attrazioni tra cui una torre a caduta libera chiamata Big Shot e una "giostra" chiamata Insanity che fa roteare velocemente i suoi passeggeri tenendoli sospesi nel vuoto. La torre è però tristemente famosa anche per altri motivi, infatti fin dal 1996 (anno dell'apertura) ben 5 persone si sono suicidate gettandosi dall'altissima torre.
Inizialmente venne edificato dalla Stratosphere Corporation, che però ebbe dei problemi di bancarotta e fu costretta a cedere la struttura all'attuale proprietario, la American Casino & Entertainment Properties. Ha un ponte panoramico con delle attrazioni ad un'altezza di 274 metri